# 临江铺镇
临江铺镇，是中华人民共和国甘肃省陇南市宕昌县下辖的一个乡镇级行政单位。
2016年，甘肃省民政厅批复同意撤销临江乡，设立临江铺镇。

## 行政区划
临江铺镇下辖以下地区：
罗黄家村、临江村、白杨坝村、周家峪村、蔡江头村、毛羽山村、郭家湾村和张家庄村。